# Сорокуш болівійський
Сороку́ш болівійський (Thamnophilus sticturus) — вид горобцеподібних птахів родини сорокушових (Thamnophilidae). Мешкає в Болівії, Бразилії і Парагваї. Раніше вважався підвидом плямистого сорокуша (Thamnophilus punctatus).

## Поширення і екологія
Болівійський сорокуш мешкає в центральній і східній Болівії (департаменти Бені, Кочабамба, Санта-Крус), на крайньому заході бразильських штатів Мату-Гросу і Мату-Гросу-ду-Сул та на півночі Парагваю (департамент Альто-Парагвай) Живе в підліску сухих тропічних і субтропічних лісів на висоті від 200 до 900 м над рівнем моря.